# Matthew Simmons
Pour les articles homonymes, voir Simmons.
Matthew R. Simmons, né le 7 avril 1943 et mort le 8 août 2010, président et directeur exécutif de l’une des banques d’investissement pétrolier les plus importantes du monde, la Simmons & Company International, est un acteur de l'industrie pétrolière et un des experts reconnus sur le sujet du Pic pétrolier (peak oil). Il est ainsi devenu l’ami de nombreuses personnalités de premier plan dans les milieux pétroliers, y compris celui de George W. Bush et de son vice-président Richard Cheney. Une de ces anciennes fonctions a d'ailleurs été de servir le président George W. Bush comme conseiller sur les questions énergétiques. Simmons est l'auteur du livre Twilight in the Desert: The Coming Saudi Oil Shock and the World Economy (« Crépuscule dans le désert. La future crise pétrolière saoudienne et l’économie mondiale »). .
Dans son livre, Simmons écrit que la production d'Arabie saoudite, et surtout la production de Ghawar, le plus grand champ pétrolier du monde, va très prochainement atteindre son maximum et commencer son déclin, si ce n'est déjà fait. Simmons explique son point de vue à partir de centaines de documents de Saudi Aramco, revues professionnelles, et d'autres sources fondées. Cependant, les dirigeants de Saudi Aramco, comme Nansen Saleri, affirment que l'Arabie Saoudite est non seulement capable de maintenir sa production actuelle, mais aussi de l'augmenter significativement, même si cela n'a pas été fait depuis juillet 2006 malgré la forte hausse des prix du pétrole.
Les opinions varient sur l'exactitude des données et sur l'interprétation des données et des concepts techniques utilisés pour extrapoler ses estimations de réserves,
De nombreux experts, comme Colin Campbell, Kenneth Deffeyes, et même certaines compagnies pétrolières« http://www.willyoujoinus.com/ »(Archive.org • Wikiwix • Archive.is • Google • Que faire ?) sont de l'avis de Simmons, alors que l'USGS et le gouvernement saoudien réfutent son point de vue.
Matthew Simmons est décédé à North Haven, Maine, le 8 août 2010. Il était âgé de 67 ans.